# Carretera del Cobre
Carretera Presidente Eduardo Frei Montalva, más conocida como Carretera del Cobre o Carretera El Cobre (H-25), es una importante vía que permite la conexión entre Rancagua y los yacimientos cupríferos de El Teniente.

## Historia
Desde 1904, Sewell fue un poblado minero de propiedad de la Braden Copper Company, que se conectaba con la ciudad de Rancagua por medio de un ferrocarril creado en 1911. En 1967 se realizó la llamada "Operación Valle", que consistió en el traslado de las familias mineras de Sewell, Colón y Caletones a vivir a Rancagua.
En ese momento, se pensó en la construcción de una carretera que conectara los yacimientos de El Teniente y el resto de los establecimientos mineros con Rancagua, reemplazando así el ferrocarril. Esto se concretó en 1969, con la construcción de la Carretera del Cobre, que permitió un traslado más expedito de los mineros a Rancagua.

## Estructura vial

### Rancagua

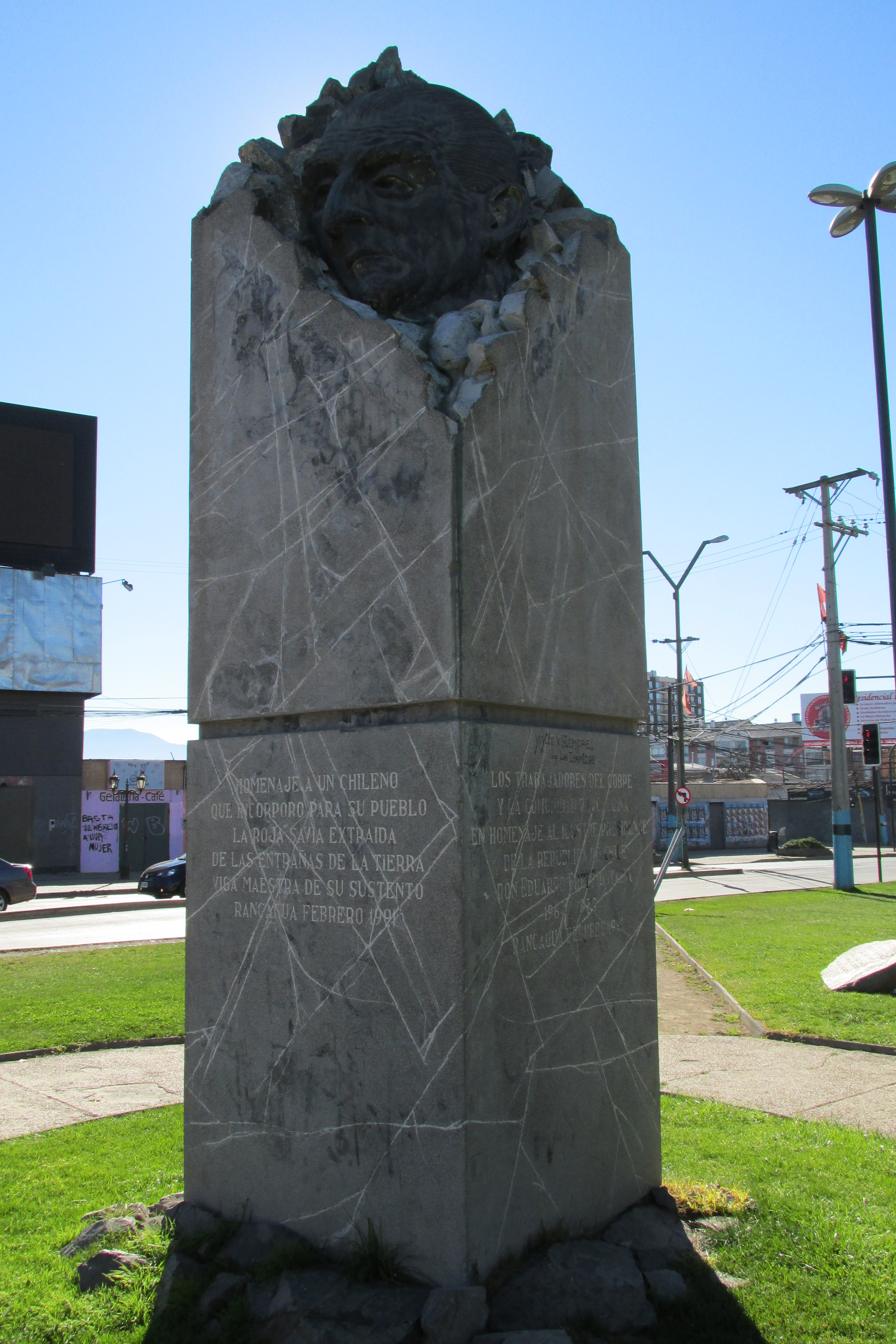
Monumento a Eduardo Frei Montalva, ubicado en la rotonda que da inicio a la Carretera del Cobre.

La Carretera del Cobre empieza en Rancagua, y hasta el límite urbano presenta doble vía por ambas calzadas. Es fundamental para la conexión del sector oriente (barrios residenciales) y el centro de la ciudad, por lo que siempre mantiene un alto flujo vehicular. La Carretera es la continuación del eje formado por la Avenida Millán, que es la calle que bordea el plano fundacional por el sur.

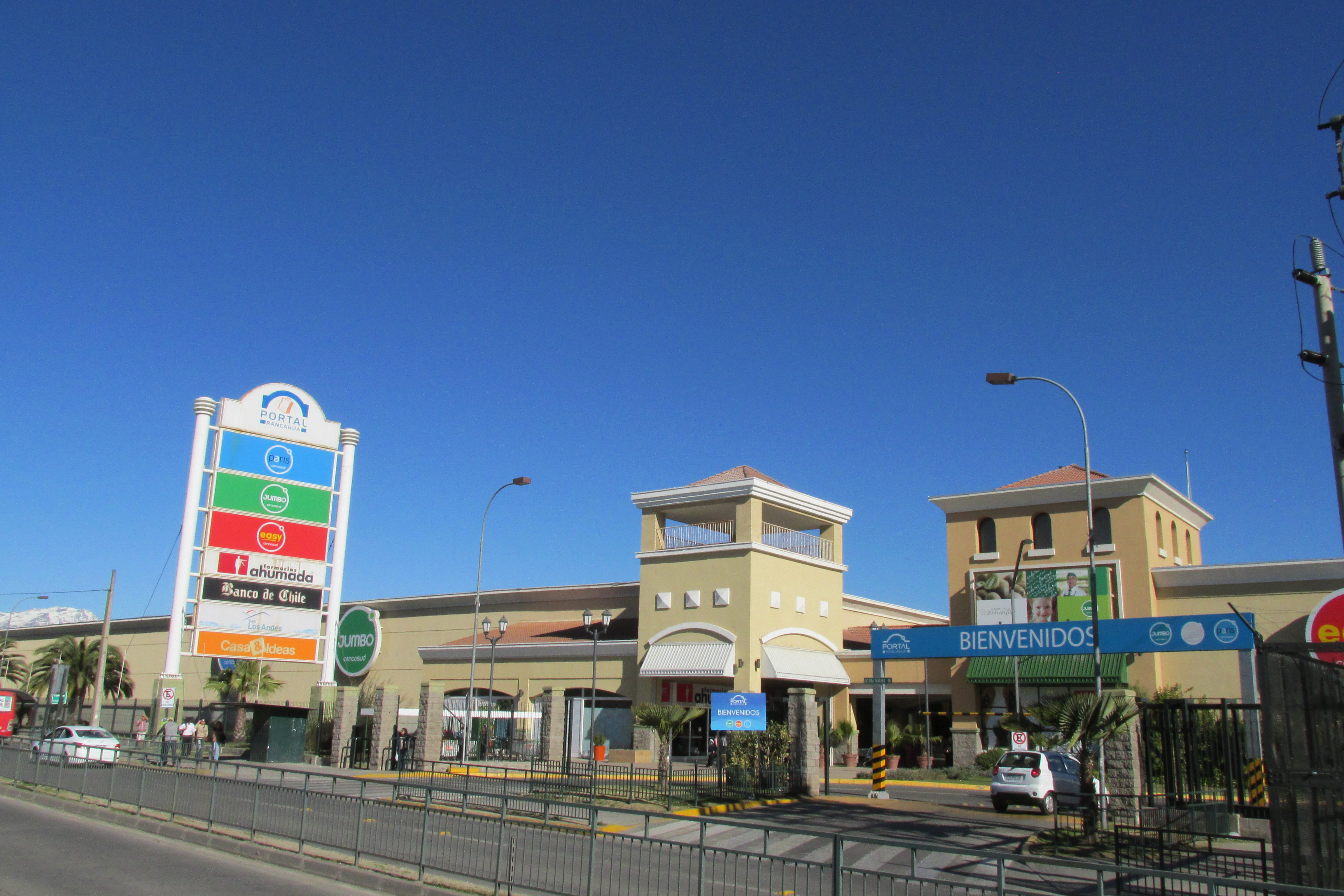
Portal Rancagua, centro comercial ubicado en la carretera, en el sector oriente de Rancagua.

En el kilómetro 0 hay una rotonda donde se encuentra el Monumento a Eduardo Frei Montalva, presidente en cuyo período se construyó esta vía. Hacia el suroeste de esa plazuela se ubica el Estadio El Teniente. La carretera continúa hacia el este, pasando por debajo de la ex ruta 5 (ya construido el By-Pass Rancagua).
Luego se observa hacia la orilla sur un importante área comercial, consistente en supermercados, servicios financieros y bancarios, gasolineras, y servicios de salud privados, como la Clínica Isamédica y el Hospital Clínico FUSAT (Fundación de Salud El Teniente).
La doble vía termina en el límite urbano de la ciudad, continuando con una vía por calzada. En los alrededores existen terrenos cultivables y exclusivas áreas residenciales. En el kilómetro 4 está ubicado el centro comercial Boulevard Nogales, en el cual se encuentra una serie de locales comerciales, como el Gimnasio Energy y el club de pádel más grande de la VI Región: Padel Zone Machalí, y un poco más al oriente el campus de la Universidad de Aconcagua Sede Rancagua y el Colegio Coya. Aproximadamente en el km7 se encuentra el último cruce regulado con semáforo, en la intersección con la Avenida Escribá de Balaguer, camino que hacia el sur conduce al sector Nogales y El Sauzal, y hacia el norte hacia la avenida San Juan.

### Machalí

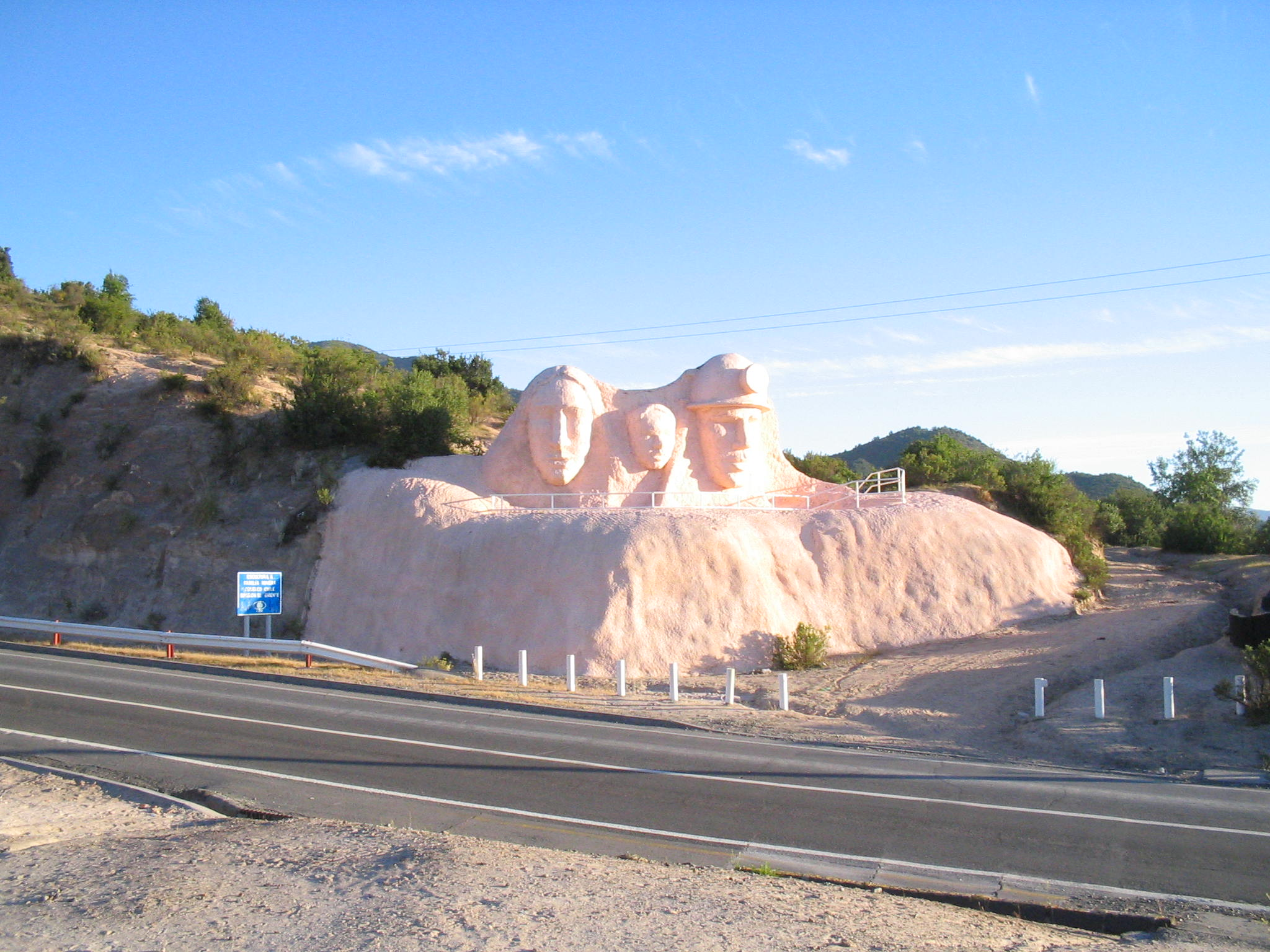
Monumento a la Familia Minera, ubicado a las afueras de Machalí.

Después de cruzar el límite comunal de Rancagua, la ruta llega hasta las afueras de Machalí, donde se inicia el tramo en pendiente. En el sector denominado "Tierras Blancas" se encuentra el Monumento a la Familia Minera, creada por el artista Germán Ruz Baeza en 2000, que tiene 10 m de altura, 25 m de ancho y pesa 7 toneladas.

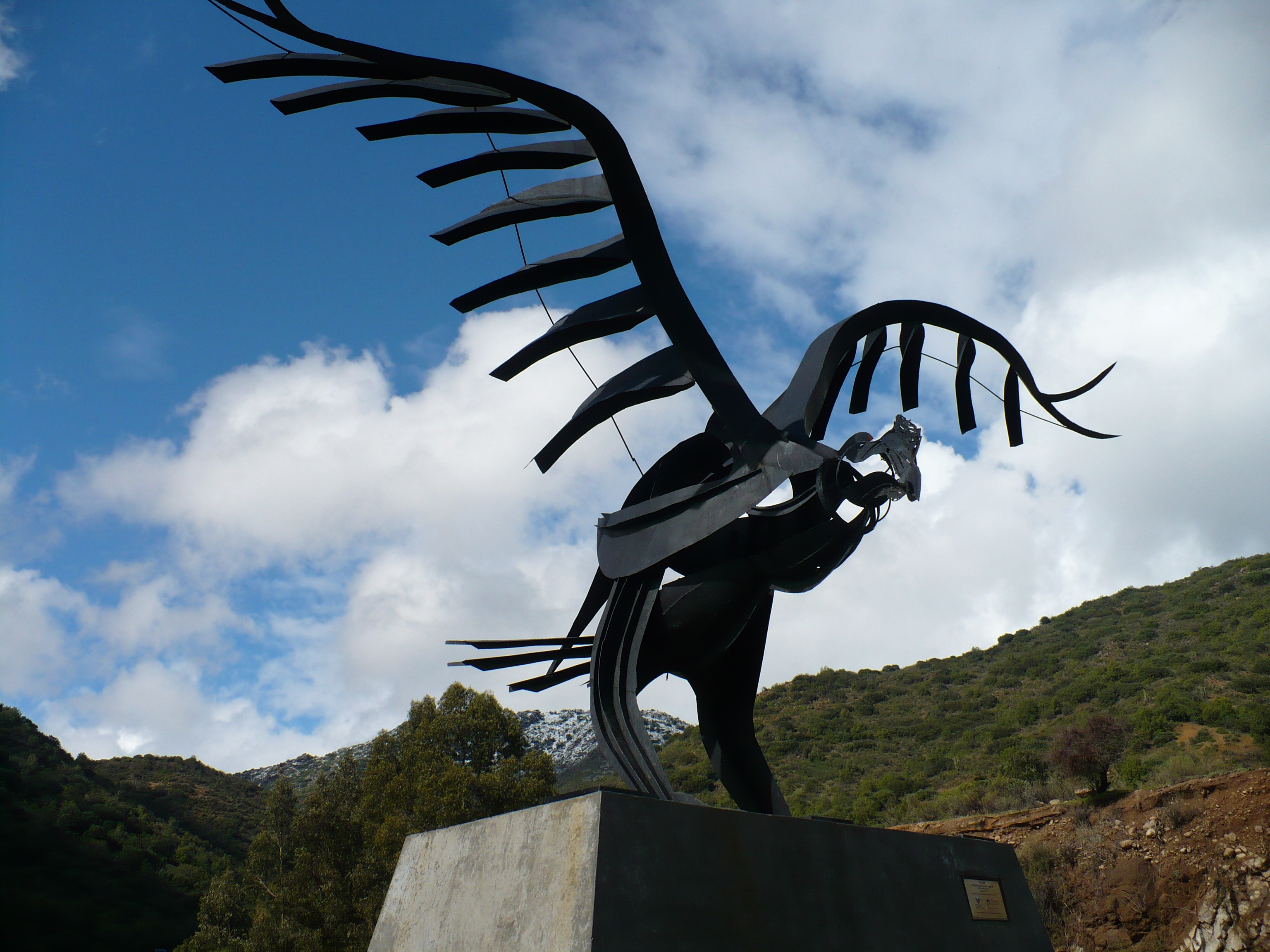
Escultura Vultur, El espíritu de los Andes.

Debido al peso de los camiones de carga y pasajeros que transitan por esta vía, en la carretera existen una serie de "rampas de escape", instalaciones que ayudan a disminuir las consecuencias de un accidente de tránsito en zonas de descenso. También hay varias "playas de estacionamiento", donde los autos pueden detenerse a observar el Valle de Rancagua en su plenitud. En uno de ellos hay una escultura de un cóndor, llamada Vultur, El espíritu de los Andes realizada por el artista Karlos Vargas e inaugurada en 2009.
El camino llega hasta un puesto de control de CODELCO denominado Maitenes, que permite el acceso a Caletones, Sewell, la mina El Teniente y el centro de esquí Chapa Verde. Hay un camino alternativo que se dirige a Coya. Desde el camino a Coya hay una desviación a la Carretera del Ácido, que bordea del Río Cachapoal, y que permite el acceso a las Termas de Cauquenes. Este camino llega a las afueras de Gultro (comuna de Olivar), en la Autopista del Maipo.

## Lugares de interés

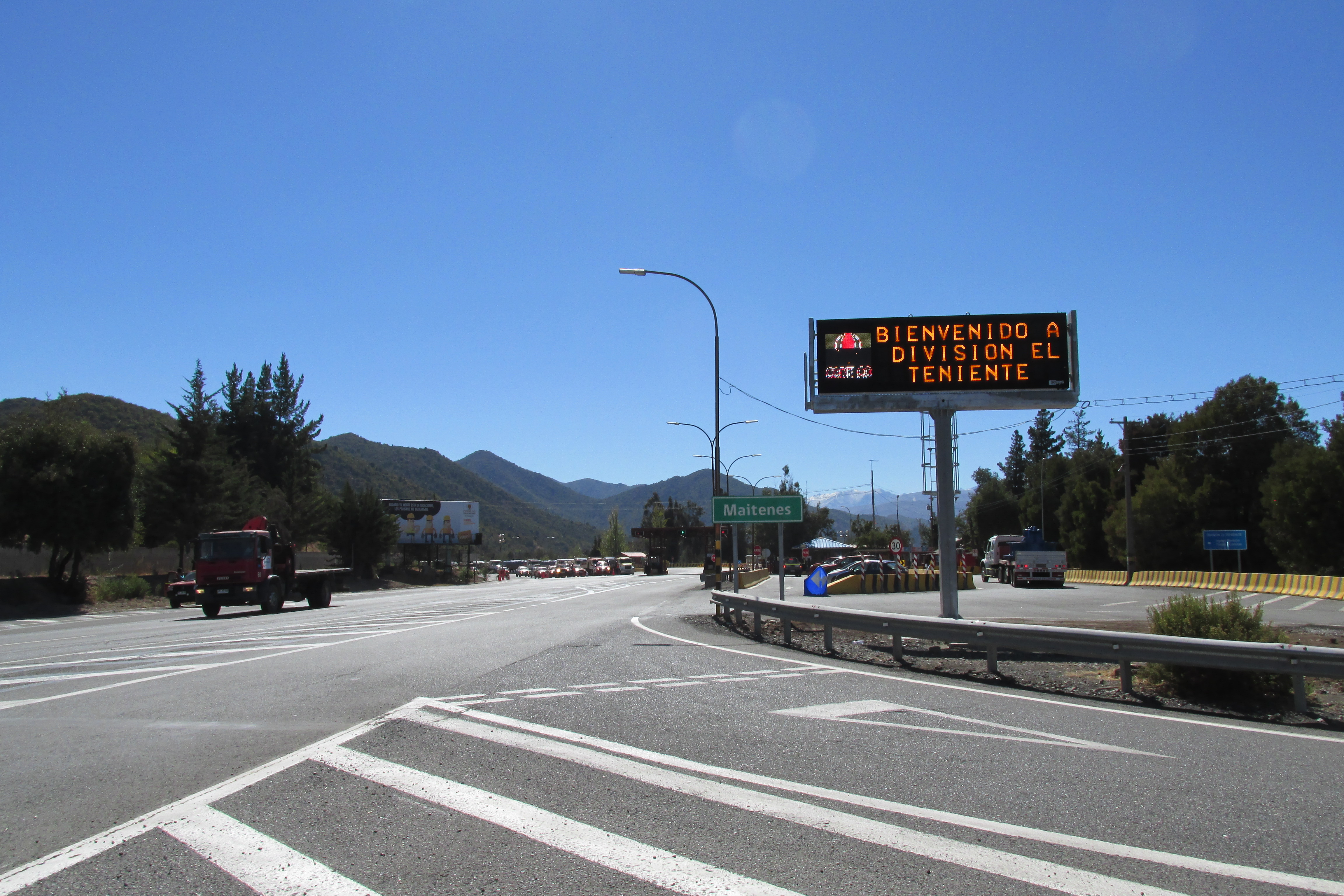
Ingreso a instalaciones de la mina El Teniente, a la altura de Coya.

Mediante esta carretera se puede acceder a diversos lugares de interés:
- Reserva Nacional Río de Los Cipreses  (vía Carretera del Ácido)
- Termas de Cauquenes (vía Carretera del Ácido)
- Coya
- Codelco División El Teniente
  - Caletones
  - Sewell
  - Chapa Verde
  - Mina El Teniente

## Proyección
- Extremo este:
  - Caletones
  - Sewell
- Intersecciones:
  - Ruta 5 en Rancagua

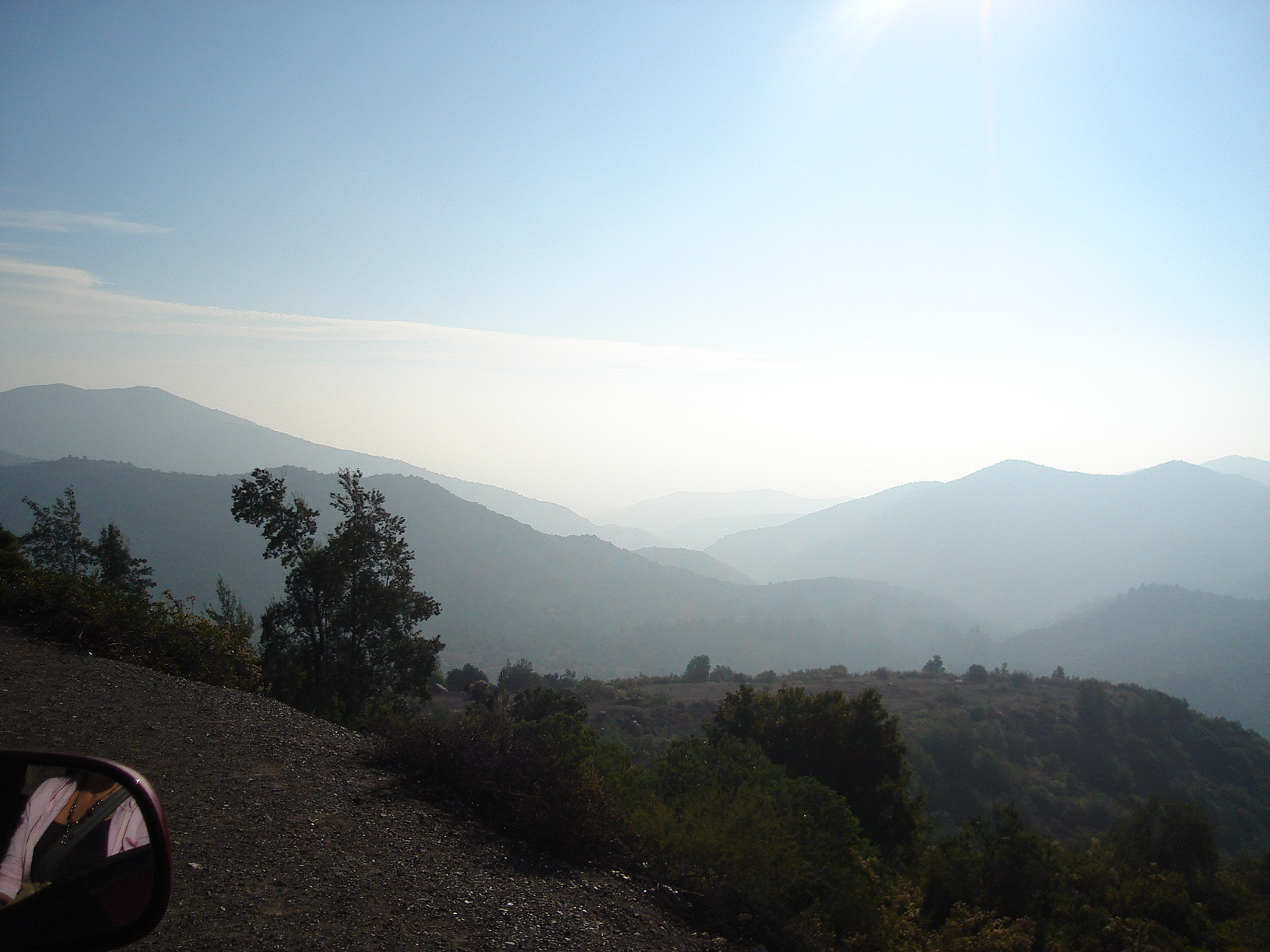
Cuenca de Rancagua desde la Carretera del Cobre.

  - Acceso a Coya - Carretera del Ácido
- Extremo oeste:
  - En Rancagua, Calle Millán